# زاموسین
زاموسین (به لاتین: Szamocin) یک شهر و گمینا در لهستان است که در گمینا شاموچین واقع شده‌است. زاموسین ۴٫۶۷ کیلومتر مربع مساحت و ۴٬۲۶۷ نفر جمعیت دارد.